# Grzebienie-Kolonia
Grzebienie-Kolonia [ɡʐɛˈbjɛɲɛ kɔˈlɔɲa] est un village polonais de la gmina de Nowy Dwór dans le powiat de Sokółka et dans la voïvodie de Podlachie.
Il se situe à environ 3 kilomètres au sud-ouest de Nowy Dwór, à 25 kilomètres au nord de Sokółka et à 61 kilomètres au nord-est de Białystok.